# Христенсен, Теодор
Теодор Людвиг Христенсен (нем. Theodor Ludwig Christensen; 7 мая 1905, Киль, Германская империя — 24 октября 1988, Кассель, Гессен, ФРГ) — штурмбаннфюрер СС, командир зондеркоманды 4a, входившей в состав айнзацгруппы C, осуществлявшей массовые убийства на оккупированной территории Украины.

## Биография
Теодор Христенсен родился 7 мая 1905 года в семье торговца Эмиля Христенсена. До 15 лет посещал среднюю школу и после получения аттестата о среднем общем образовании обучался банковскому делу. Христенсен работал в земельном банке в Ойтине. 1 июля 1924 года потерял работу из-за закрытия банка. С декабря 1925 года работал по специальности. С осени 1929 по март 1929 год посещал школу для государственных служащих в Киле. Кроме того, Христенсен работал в садоводческом хозяйстве своих родителей.
В 1923 году вступил в Младогерманский орден, а  потом — в Союз викингов. 1 декабря 1930 года вступил в НСДАП (билет № 383020). 1 мая 1931 года присоединился к Штурмовым отрядам (СА). В 1935 году был зачислен в ряды СС (№ 36169). С 15 октября 1934 по 1 июня 1936 года был сотрудником главного управления СД. 1 октября 1937 года был переведён в качестве начальника штаба в главную секцию СД в Кёнигсберге. 5 августа 1940 году стал начальником отделения СД в Цихенау.
15 января 1942 года стал командиром полиции безопасности и СД в Чернигове. С января по осень
1943 года был командиром зондеркоманды 4a в составе айнзацгруппы C на оккупированной Украине. В марте 1943 года отдал приказ расстрелять 250 венгерских евреев возле вокзала Сум. В Конотопе его подразделение уничтожило 350 коммунистов . В начале 1944 года вернулся в Берлин и в июле 1944 года был откомандирован в Румынию, где возглавил зондеркоманду 12 в составе айнзацгруппы G. В декабре 1944 года главное управление имперской безопасности (РСХА) проучило ему руководство небольшой айнзацкомандой в Ойскирхене, созданной во время проведения Арденнской операции. Из-за провала немецкого наступления в Арденнах айнзацкоманда так и не была использована, и Христенсен получил приказ вернуться в Берлин. В начале 1945 года был переведён в боевую группу «Висла» в Готтенхафене, где создавал народное ополчение Вервольф. В последние дни войны занимался организацией ополчения Верфольф в Шлезвиг-Гольштейне.
В мае 1945 года был взят в плен британскими войсками на полуострове Эйдерштедт. В 1946 году был доставлен в лагерь для интернированных Эзельхайде близ Падерборна, из которого в октябре 1947 года совершил побег. Под именем Фриц Рамм работал торговым представителем вагонного завода в Касселе. 6 ноября 1965 года был арестован и до 18 октября 1968 года находился в следственном изоляторе. С 10 декабря 1968 по 18 апреля 1969 года был обвиняемым на судебном процессе, рассматривавшем преступления зондеркоманды 4а на оккупированной территории Украины. 18 апреля 1969 года земельный суд Дармштадта оправдал Христенсена. Он умер 24 октября 1988 года в Касселе.